# 18-та флотилія підводних човнів Крігсмаріне
18-та флотилія підводних човнів Крігсмаріне (нім. 18. Unterseebootsflottille) — з'єднання, флотилія підводних човнів військово-морських сил Третього Рейху за часів Другої світової війни.

## Історія формування
18-та флотилія підводних човнів Крігсмаріне була сформована 14 січня 1945 року з розгортанням на базі в Хелі в окупованій Польщі. Першим і єдиним командиром флотилії був корветтен-капітан Рудольф Франціус. Офіційно флотилія вважалася навчальною, але всі чотири її підводні човни брали участь у бойових діях в акваторії Балтійського моря.
У березні 1945 року 18-та флотилія була розформована.

## ПЧ, що входили до складу 18-ї флотилії
| Тип         | Кількість | Номер ПЧ       |
| ----------- | --------- | -------------- |
| типу VIIC   | 2         | U-1161, U-1162 |
| типу VIIC41 | 1         | U-1008         |
| типу O 21   | 1         | UD-4           |